# Боханів
Боха́нів — село в Україні, Чернігівській області, Прилуцькому районі. Входить до складу Варвинської селищної громади.

## Історія

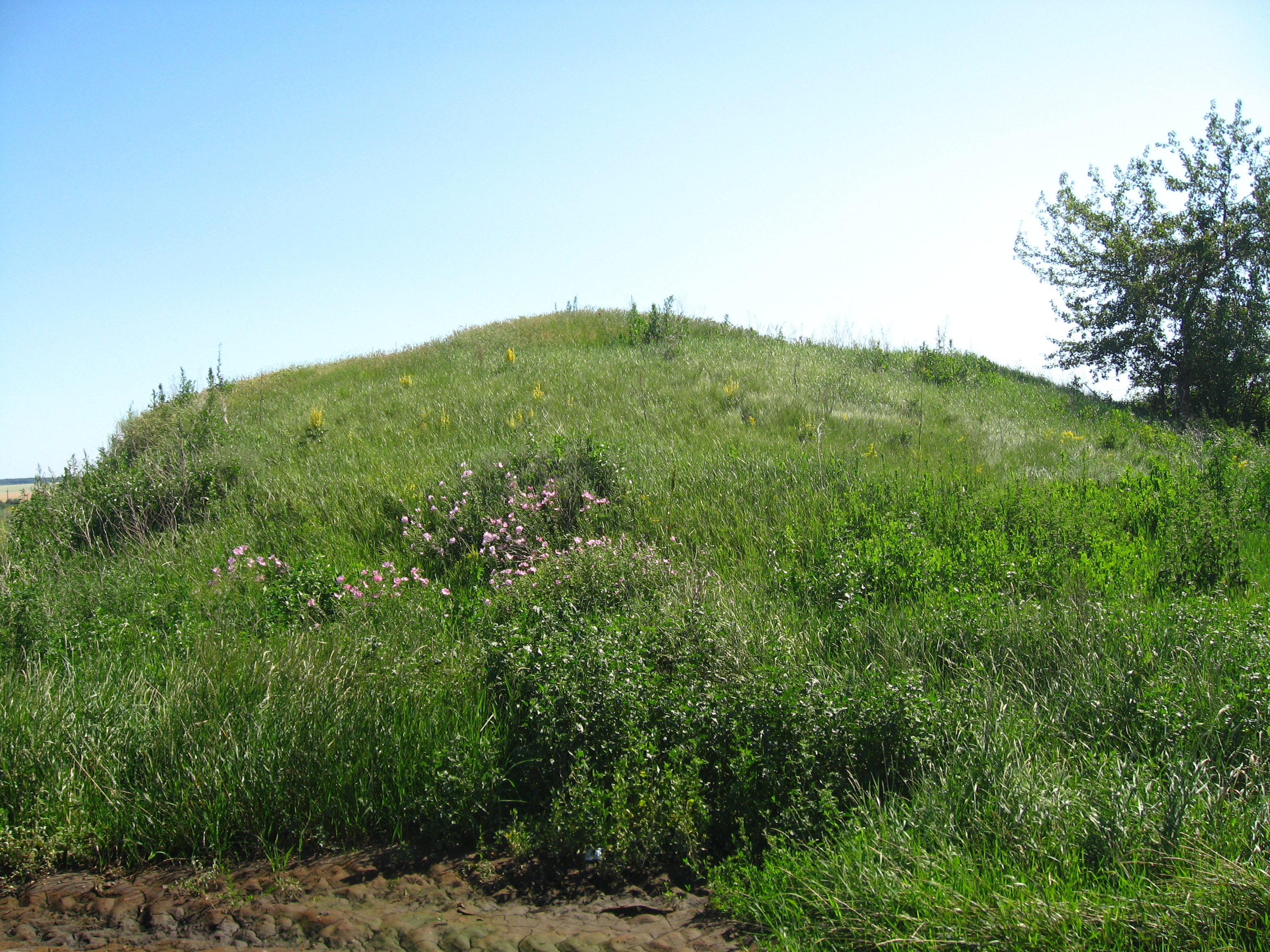
Курган (могила) - "Роблениця". Знаходиться на узбіччі дороги, між Бохановим та Хортицею. 2015р.

Територія навколо Боханова була заселена, ще з давніх часів. Поблизу села розташовані кургани епохи бронзи (III тисячоліття до н. е.) 
Хутір був заснований на "Лохвицькому шляху" (дорога сполученням, між повітовими містами Лохвиця і Прилуки) на початку ХХ ст. В основному, це були переселенці з сіл та хуторів Роменського повіту, Полтавської губернії. Тепер це - с.Пекарі та с.Базилівка, Конотопського р-ну, Сумської області. Перша згадка про переселенців, датується серпнем 1902 р., згідно метричних книг Остапівської Благовіщенської церкви Згадка про хутір, вже з власною назвою - Боханів, датується 1905р.

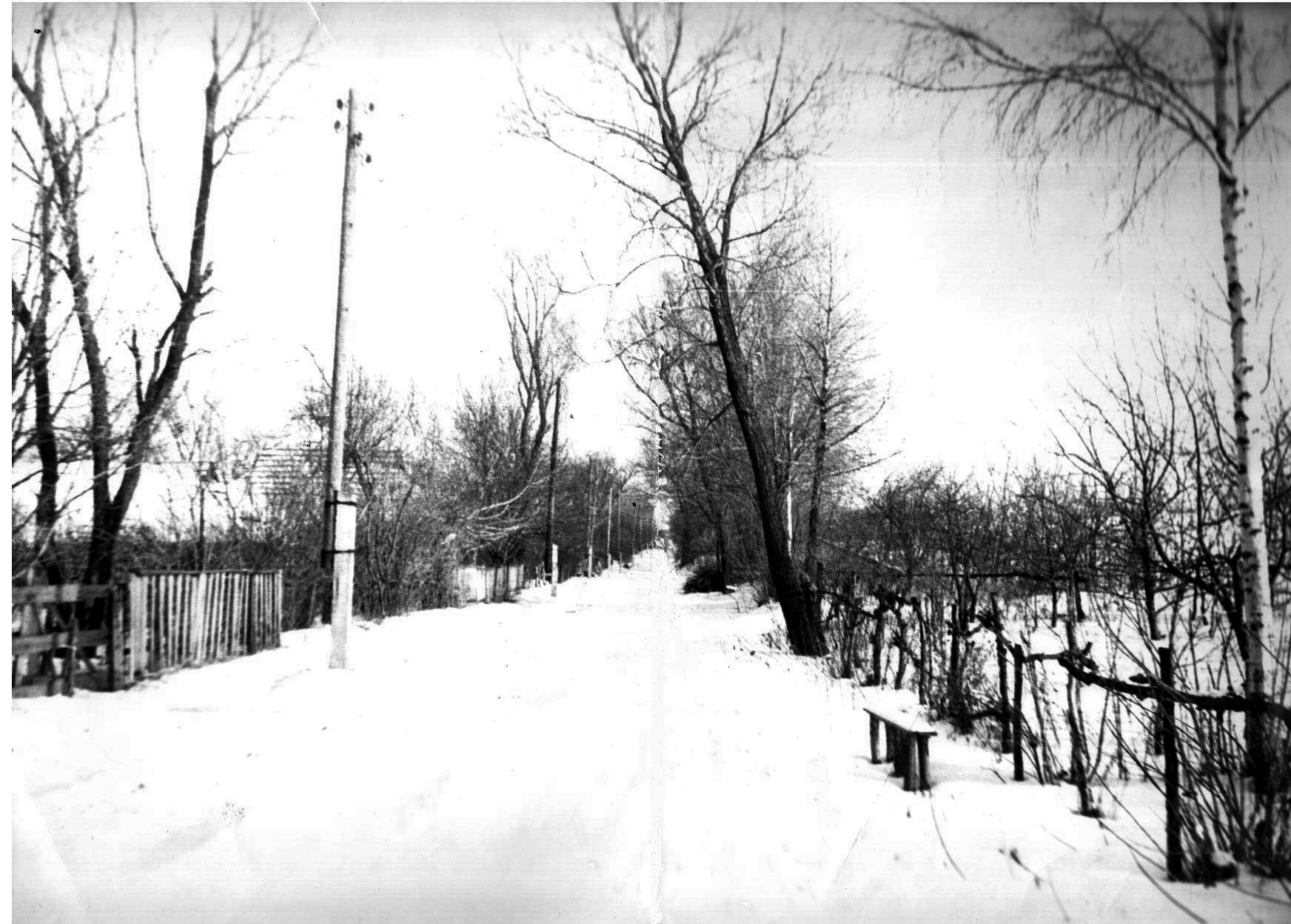
"Підгора", куток "Західний". Зима 1978р.

Нижня частина сучасного Боханова мала назву - "Шлях", верхня частина, що розташована південніше - "Підгора". " Підгора" ділилася на кутки, що мали назви - "Пекаряни", "Базиляни", "Західний".
В другій половині 20-х років, в Боханові, була збудована дерев'яна початкова школа, з окремою кімнатою, для проживання вчителя. Вона знаходилася за 200 м північніше від хутору, в полі. Школа проіснувала до кінця 60-х років, потім була розібрана. Було шість дерев'яних млинів. Чотири на "Підгорі", та два на полі, між "Шляхом" та "Підгорою". 
В 1933 р. був створений колгосп, що мав назву "16-річчя Жовтня". В другій половині 40-х років, він був об'єднаний з колгоспом "Червоний Степ" х. Хортиці. Та вже на початку 50-х років, був знову об'єднаний з трьома колгоспами с. Остапівки - "ім. Сталіна", "ім. Молотова", "ім. Куйбишева", отримавши назву колгосп "ім. Куйбишева".  В 1960 р. рішенням Радміну та Верховної Ради УРСР, землі Боханова, та Хортиці були передані, в новостворений племзавод "Мирний" с. Кухарка.
Село Боханів створено після 1945 року злиттям Боханового хутора з Підгорою.

## Населення
В 1925р. в хуторі було 78 дворів та проживало 408 жителів. Через 5 років, в 1930р., 80 дворів та 445 жителів.   На "Підгорі", згідно топографічних карт РККА 1935-1941рр. було 38 дворів. 
Згідно з переписом УРСР 1989 року чисельність наявного населення села становила 47 осіб, з яких 16 чоловіків та 31 жінка.
За переписом населення України 2001 року в селі мешкало 19 осіб. 100 % населення вказало своєю рідною мовою українську мову.